# Battaglia di Port Walthall Junction
La battaglia di Port Walthall Junction del maggio 1864 è stata un episodio della Campagna di Bermuda Hundred nel contesto della guerra di secessione americana.

## La battaglia
Il 5 maggio 1864, quasi in contemporanea con l'inizio della Campagna Terrestre del generale Grant, l'Armata del James del generale Benjamin Butler (composta da circa 33 000 uomini) sbarcarono a Bermuda Hundred, in Virginia, che si trova in prossimità della congiunzione tra i fiumi Appomattox e James.
Il giorno seguente, il brigadiere generale confederato Johnson Hagood, per impedire che il nemico minacciasse la linea ferroviaria Richmond-Petersburg, condusse i suoi uomini contro l forze nordiste. Lo scontro avvenne nei pressi di Port Walthall Junction.